# Pelochrista tibetana
Pelochrista tibetana es una especie de polilla perteneciente al género Pelochrista, categorizada en la tribu Eucosmini, de la subfamilia Olethreutinae.

## Distribución
Se distribuye por el Tíbet.

## Taxonomía
Fue descrita por Caradja en 1939 y publicada por primera vez en Dt. ent. Z. Iris 53: 25.